# Налерак
Налерак — політична партія, яка виступає за незалежність Гренландії.

## Історія
У січні 2014 року Ханс Еноксен створив політичну партію після виходу з Сіумута.  У листопаді 2014 року партія на виборах до парламенту отримала три місця, які зайняли Еноксен, Пер Розінг-Петерсен  і Ентон Фредеріксен.
У квітні 2018 року партія отримала чотири місця в парламенті. У травні 2018 року депутат Хенрік Флейшер вийшов з партії та перейшов до Сіумут.   
15 лютого 2021 року партія змінила назву та логотип. У червні 2022 року Ганс Еноксен пішов у відставку, і його замінив Пеле Броберг. 

## Результати виборів

### Інацісартут
| Вибори   | голосів | %         | Сидіння | +/–       |
| -------- | ------- | --------- | ------- | --------- |
| 2014 рік | 3,423   | 11,6 (№4) | 3 / 31  | новий     |
| 2018 рік | 3,931   | 13.4 (№4) | 4 / 31  | ▲</img> 1 |
| 2021 рік | 3,252   | 12.3 (№3) | 4 / 31  | ▬</img>   |

### Фолькетінг
| Вибори   | голосів | % </br> (Гренландія) | Сидіння | Сидіння </br> (Гренландія) | +/–     |
| -------- | ------- | -------------------- | ------- | -------------------------- | ------- |
| 2015 рік | 962     | 4,7 (№5)             | 0 / 179 | 0 / 2                      | новий   |
| 2019 рік | 1,565   | 7,6 (№5)             | 0 / 179 | 0 / 2                      | ▬</img> |
| 2022 рік | 2416    | 12,6 (№4)            | 0 / 179 | 0 / 2                      | ▬</img> |